# Űrlord
Űrlord, vagy igazi nevén Peter Quill egy kitalált karakter a Marvel Comics-képregényekben. Steve Englehart és Steve Gan alkotta meg 1976-ban, elsőként a Marvel Preview 4. számában (1976) tűnt fel. Ő Meredith Quill és J'son gyermeke, aki az Űrlord nevű bolygóközi rendőr alakját veszi fel és egyben A galaxis őrzői nevű csapat vezetője.
Űrlord fontos szerepet kapott a képregényekben és a Marvel-moziuniverzumban (MCU) egyaránt, többek között A galaxis őrzői (2014), A galaxis őrzői vol. 2. (2017), Bosszúállók: Végtelen háború (2018), Bosszúállók: Végjáték (2019), Thor: Szerelem és mennydörgés (2022) és A galaxis őrzői: 3. rész (2023) című filmekben, valamint A galaxis őrzői – Ünnepi különkiadás (2022) című Disney+-különkiadásban.

## A karakter története
Amikor J'son hajószerencsétlensége leszáll Coloradóban, Meredith Quill magához veszi. A kettő kapcsolatot alakít ki, miközben J'son javítja a hajóját. Végül J'son kénytelen távozni, hogy hazatérjen és megvívjon egy háborút. Elmegy, nem tudja, hogy Meredith terhes Peter Quilltől. Tíz évvel később Meredithet megölik, amikor két Badoon katona megtámadja, akik azért jöttek, hogy megöljék Petert, és véget vetjenek J'son vérvonalának. Peter véletlenül megtalálja apja fegyverét, megöli őket egy vadászpuskával, és megszökik otthonából, mielőtt a Badoon hajó elpusztítja. A Badoon azt feltételezi, hogy Petert megölték, és távozik. Peter egy árvaházba kerül, és végül csatlakozik a NASA-hoz.
Sok évvel később, amikor a hajója meghibásodik, és az űrben rekedt, Petert megtalálják a Fosztogatók, az űrkalózok Yondu vezette csoportja. Miután a Fosztogatók megmentették Petert, megpróbálja ellopni a hajójukat. Túljár a Fosztogatók eszén, és még Yondut is kiüti, mielőtt elfogná. Miután Yondu felébred, kiszabadítja magát és megtámadja Petert, hagyva, hogy Peter döntsön, hogy gond nélkül kiengedik az űrbe, vagy megölik. Peter inkább megkérdezi Yondut, hogy csatlakozhat-e Yondu legénységéhez. Yondu végül megtudja, hogy a kettőben van valami közös: "otthon nélküli gyerekként" nőnek fel. Yondu hagyja, hogy Peter a hajóban maradjon a Fosztogatókkal, mint a takarítófiújuk. Peter úgy dönt, hogy marad, és megpróbál mindent megtanulni, amit csak lehet a Fosztogatók között.
Később Peter találkozik a Fallen One nevű entitással, Galactus egykori Hírnökével, és majdnem meghal, amikor legyőzi az entitást. Ráadásul hajója, a "Ship" is megsemmisül a konfliktusban. Petert és a Fallen Onet ezután a Kyln nevű intergalaktikus börtönbe zárják. Petert a hős Nova kiszabadítja a megsemmisítési háború alatt, és segít az Annihilus gazember elleni háborúban. Később Ronan, a Vádló katonai tanácsadójaként tevékenykedik.
Amikor a falanxok meghódítják Halát, a Kree nép szülőföldjét, Űrlord lázadók csapatát vezeti a betolakodók ellen, amíg a háború véget nem ér. Annak érdekében, hogy megakadályozzon egy újabb csillagközi háborút, Űrlord megalkotja a Galaxis Őrzői új verzióját. "Proaktívak" és igyekeznek korán véget vetni a feltörekvő galaktikus fenyegetéseknek, de nem sikerül megakadályozniuk egy háborút a Kree és Shi'ar között. A megszálló univerzummal vívott háború során Űrlord és Nova feláldozzák magukat, hogy legyőzzék Thanost, de csak Nova hal meg és Thanos megszökik.
Peter ezekután úgy dönt, hogy egy ideig inaktív marad, amíg rá nem jön, hogy apja egy olyan törvény elfogadását tervezte, amely megtilt minden földönkívüli vagy űrbeli interakciót a Földdel. Tudván, hogy ez nyílt meghívás lenne az invázióra, Peter úgy dönt, hogy megreformálja az Őrzőket hat taggal: Gamora, Mordály, Groot, Drax, a Pusztító és Bogár önmagával együtt, és elkezdi megvédeni a Földet minden támadástól. Hamarosan segítik a Bosszú Angyalait a visszatért Thanos ellen. Ezt követően Űrlord és az Őrzők összeütközésbe keveredik a Badoonnal. Hamarosan elfogja Spartax hadserege, de megússza a börtönt, és videót sugároz, amely bemutatja apja uralkodásának igazságtalanságát. Az építők háborúja során beszivárgott a S.W.O.R.D. és megmentette Abigail Brandet Mordállyal és az új taggal, Angelával együtt. Háborút üzent a Shi'ar birodalom ellen is, miután beavatkozott az egyik perükbe, hogy megmentse az elrabolt fiatal Jean Greyt az X-Menekkel együtt.
A küldetés során Peter találkozik Kitty Pryde-dal, és végül kettejük között romantikus kapcsolat alakul ki. Utána az Őrzőket sarokba szorítják és elfogják őket a Spartax Hadsereg. Petert Spartaxba küldik, ahol ismét szembeszáll apjával, és megszökik, miután ismét leleplezi apja zsarnoki uralmát. Zavarodás alakul ki a Birodalomban, és ennek következtében J'sont leváltják. Peter alacsony profilú, és továbbra is elkötelezett a Kittyvel való távolsági kapcsolata mellett. Hamarosan rájön, hogy a Spartax népe őt választotta új császáruknak. Peter figyelmen kívül hagyja a bejelentést, és Kittyre összpontosít, és egy Mr. Knife nevű gengszter keresésére, aki fejpénzt adott a fejére. Miután elfogta Knife, rájön, hogy Knife J'son, az apja. Kittynek köszönhetően megszökik, és együtt töltenek egy kis időt. Peter meggyőzi Kittyt, hogy maradjon vele az űrben. Úgy dönt, hogy viszonzásul ellop egy fontos műtárgyat J'sontól.
Peter és Kitty sikeresen ellopták a The Black Vortex nevű műtárgyat, de J'son gyilkolóosztagánál túlerőben voltak, ezért úgy döntöttek, hogy segítségül hívják az X-Meneket és a megmaradt Őrzőket. Mivel tudta, hogy a műtárgy megadja nekik a szükséges erőt J'son legyőzéséhez, Peter azt akarta, hogy mindenki alávesse magát az Örvénynek, hogy kozmikus erőt szerezzen. Kitty ellenezte az ötletet, de néhány barátjuk mégis jelentkezett. Miután nem sikerült megállítani őket, a beküldött kozmikus harcosok megtámadták Halát, Peter pedig egy csapattal ment, hogy segítse a Kree-t a csatában. Néhány sikertelen tárgyalás után a Vortex csapatának meg kellett szöknie, de J'son megtalálta őket, és megtorlásul elpusztította Halát. Péter időben megszökött. Miután megállapította, hogy Spartaxot teljesen borostyán borította be Thane, beleértve Kitty-t is, Peter sajnálkozott, hogy a kezdetek óta nem hallotta, és bocsánatot kért tőle. Kitty megszökött a fokozatos erejének köszönhetően, és újra találkoztak. Mivel nem látott más módot J'son és kozmikus erővel felruházott csapatának legyőzésére, Peter megpróbálta alávetni magát az Örvénynek, de miután látta, hogy az erő végül arra készteti, hogy Kittyt eltolja, visszautasította. Kitty végül benyújtotta és megmentette a Spartaxot. A háború befejezése után Peter romantikus beszélgetést folytatott Kittyvel, és megkívánja, amit a lány elfogad.
Amikor az univerzum a küszöbön álló végéhez közeledik, Űrlord és az Őrzők eljönnek a világ utolsó csatájára a Holnap Gyermekei ellen. A csata során Groot és Mordály meghal, Űrlordot pedig Reed Richards elteleportálja a hajójára. Végül egyike azon kevés túlélőknek, akik túlélték az apokalipszist a Fantasztikus Négyes „mentőtutaján”. Az univerzum vége után Fátum Doktor valamilyen módon új, foltszerű világot hoz létre, amely holt univerzumok maradványaiból alakult ki. A mentőtutaj, amelyen Űrlord tartózkodott, a következő nyolc évig kriosztázisban maradt, amíg fel nem ébreszti őket Doktor Strange, az új Thor és Miles Morales. Fátum tudomást szerez a helyükről, és lesből támad rájuk. Tudván, hogy ők jelentik az egyetlen reményt a régi univerzum újjáélesztésére, Strange varázslatot vet ki, hogy a szél segítségével szétterjessze a túlélőket a világban, Fátum pedig megfogadja, hogy megtalálja őket.
Űrlord Manhattanbe kerül, ahol munkát kap, a népszerű klubban, a "Csendes szobában" énekel, Disney-dalokat énekel, mivel Disney-filmek soha nem léteztek a Battleworldben, Steve Rogers álnevét használva elrejtőzve Fátum elől. Itt találkozik Kitty Pryde alternatív verziójával, aki a Battleworld létrehozása előtti tárgyakra vadászik. Abban a reményben, hogy beszélhet azzal, akiről úgy gondolja, hogy a menyasszonya, véletlenül meghiúsít egy alkut Kitty és Gambit között, hogy megszerezzen egy ősi leletet. Gambit távozik, de Kitty egy szkenner segítségével felfedezi, hogy Űrlord a Battleworld létrehozása előtti időkből származik, és azt tervezi, hogy elviszi Fátumhoz. A Gambithez kapcsolódó robotok egy csoportja azonban lesben tartja őket. Ők ketten úgy döntenek, hogy ellopnak egy leletet, ami Gambit birtokában van, de az egy csapda, és elfogják őket. Közvetlenül azelőtt, hogy Gambit megölhetné őket, megjelenik a Drax verziója. Drax felbérelte Petert, hogy dolgozzon a Csendes szobában. Drax kiüti Gambit. Ők hárman a tárggyal biztonságban vannak. Amikor másnap reggel biztonságban vannak, Kitty megmutatja nekik, hogy megtudja a rakéta mosómedve farkát. Űrlord sajnálja barátja halálát, és Kitty úgy dönt, megengedi neki, hogy megtartsa, mivel ez az egyetlen dolog, ami megmaradt régi univerzumából. Star-Lord köszönetet mond Kittynek, aki megcsókolja őt, mielőtt visszaindul Doomguard otthonába. Űrlord és Drax ráébrednek, hogy nincs munkájuk, mert egy show közepén elhagyták a Csendes szobát, ezért úgy döntenek, hogy visszamennek Űrlord régi tolvajkarrierjébe. Megkérdezi Draxot, hogy ismer-e jó genetikust, mivel azt tervezi, hogy Mordály farkával klónt készít barátjáról, esetleg egy seregből. A Fátum Isten elleni utolsó kiállás során Peter nemcsak egy hajót vezetett, hogy a két Reed Richardset a Castle Doom szívébe vigye, hanem a Black Swant is lefoglalta Groot utolsó gallya segítségével, amelyet a zsebében tartott azóta.
A valóság helyreállítását követően Peter felemelkedik Spartax trónjára, Mordály pedig átveszi az Őrzők vezetését, míg Kitty (Űrlady néven) és a Lény (a Fantasztikus Négyes feloszlatását követően, miközben Richardék családja azon dolgozott, hogy helyreálljon a multiverzum) csatlakozik a csapathoz. Miután Kree vádlója, Hala és a kíméletlen Yotat, a pusztító tömegpusztítást okoz a Spartaxon, miközben megpróbálta kiiktatni Quillt, visszatér az Őrzőkhöz, mivel küldöttei vádolják, hogy ő felelős az ebből eredő halálesetekért. A Polgárháború II eseményei során Űrlord és az Őrzők segítik Marvel Kapitányt, mint meglepetésfegyverüket a Vasember elleni harcban. A csata során az Őrzők hajója megsemmisül, így a Földön rekednek. Vasember frakciójának távozása után Gamora kihallgat egy beszélgetést Peter és Kitty között, amelyben megtudja, hogy Peter tudta (anélkül, hogy elmondta volna a csapat többi tagjának), hogy Thanos a Földön volt, amíg ott voltak. Miután megakadályozta, hogy Gamora behatoljon a Triskelionba, és megölje Thanost, Gamora és a többi Őrző elhagyja Petert a titoktartás miatt. Peter és Kitty ezután felbontják eljegyzésüket.
Ezekután egyedül él egy lakásban, amelyet Abigail Brand adott neki, és Peter felhívja Howard kacsát, hogy próbáljon meg inni vele, és Howard dühösen leteszi a telefont. Aztán megtalálja Kittyt és Old Man Logant egy művészeti galériában, ahol Kitty kiabál vele, amiért gyerekekkel hordja a fegyverét egy művészeti galériába. Peter csalódottan távozik. Logan ekkor utoléri és iszik vele egy bárban, ahol bérgyilkosokkal verekednek, ami felkelti a rendőrség figyelmét. Logan elmenekül a helyszínről, Petert pedig elfogják. Peter ellen Matt Murdock vádat emel, aki azzal érvel, hogy más szuperhősökkel ellentétben Űrlord vakmerő volt, és civileket veszélyeztetett, miközben jelentős anyagi kárt okozott. A tárgyalást Brand félbeszakítja, aki ráveszi a bírót, hogy csökkentse közérdekű munkára Peter büntetését, amivel Peter egyetért. Brand és az Alpha Flight csapat egy új, feszes jelmezt adnak neki, és Edmund Allen idős polgárhoz, az egykori Silver Bandit nevű nyugdíjas szuperbűnözőhöz osztják be. Egy napnyi kötődés után Űrlordot felveszik csaposnak egy szupergazemberek bárjába, amely Edmund fia tulajdonában van.
Amikor az újjászületett olimpikonok elkezdtek pusztítást végezni az univerzumban, Richard Rider félbeszakította az Őrzők partiját, és segítséget kért tőlük, hogy megbirkózzanak az őrült istenekkel. Gamora azonban visszautasította, hogy a családjuk normális, boldog életet éljen. Ennek ellenére Peter nem tudott megnyugodni, miközben ártatlan embereket öltek meg, és visszatérő látomásai voltak a Nap Mesteréről, és megkérdezte tőle, hogy az élete hiányos-e mostanában. A tevékenységre nehezedően ő és Mordály csatlakoztak Novához és az Őrzők más tagjaihoz, hogy megküzdjenek az olimpikonokkal. Míg Nova és Marvel Kapitány elvonta néhány isten figyelmét, Űrlord, Mordály, Marvel Boy és Moondragon belopakodott az olimpikonok interdimenzionális hajójába, hogy felrobbantsák azt. Sajnos felfedezték őket. Miután Héphaisztosz elfogta Űrlordot, megölte az olimpikont, és hátramaradt, hogy felrobbantsa a bombát és legyőzze az olimpikonokat, míg az őrzők evakuáltak. A bomba sikeresen felrobbant, és elpusztította az Új Olimposzt, Űrlord is elpusztult.

## Alternatív verziói

### Classic
Űrlord kalandjai a Marvel Preview 4. és 11. számában hivatalosan egy alternatív múltban történtek. Ezekben a számokban Peter Quill egy szokatlan csillagászati jelenség során született, amikor sok bolygó egymáshoz igazodott. A férfi, aki azt hitte, hogy Quill apja, hűtlenséggel és a csecsemő meggyilkolásának kísérletével vádolja feleségét, Meredithet, aki azt hitte, hogy Quill apja, de hirtelen szívrohamban meghalt. Petert egyedülálló anyja neveli, amíg tizenegy éves korában ariguánok meg nem ölik. Quill egy árvaházba kerül, de megszökik, és végül a NASA űrhajósa lett.
A Nap Mesterének nevezett idegen entitás később felkeresi az űrállomást, ahol Quill és más űrhajósok laknak, és felajánlja az Űrlord (egy bolygóközi rendőr) köpenyét egy méltó jelöltnek. Quill önként jelentkezik, de elutasítják egy kollégája javára, akivel egykor rosszul bánt. Quill felháborodik, és a NASA elrendeli, hogy térjen vissza a Földre, és mentse el magatartása miatt. Ehelyett ellop egy felderítőhajót, visszatér az űrállomásra, és átveszi kollégája helyét. Quill Űrlorddá válik, a Nap Mestere pedig először olyan illúziót kelt, amelyben a jelölt képes megtalálni és megölni azokat az idegeneket, akik meggyilkolták az anyját, hogy megszabadítsa a múltjától. A "Ship" nevű érző hajóval felszerelve Quill Űrlord szerepét ölti be.
Évekkel később Űrlord részt vesz a világokat pusztító rabszolgatartók egy csoportjának megállításában. Erőfeszítései arra vezettek, hogy felfedezett egy összeesküvést a Spartoi Birodalom császárának leváltására. A hatalomátvétel meghiúsítása érdekében Űrlord Spártába utazik a birodalmi trónvilágba, ahol találkozik és megöli azt az idegent, aki megölte az anyját. Űrlord ezután találkozik J'son császárral, aki felfedi, hogy ő Peter apja. J'son elmondja, hogy évtizedekkel korábban lezuhant a Földre, és Meredith Quill mentette meg. A hajójavítással töltött év során Jason és Meredith egymásba szerettek. Amikor eljött a távozás ideje, Jason Meredith biztonsága érdekében elzárta a vele kapcsolatos emlékeit, ami miatt csak álomként emlékezett az együtt töltött évükre.

### Age of Ultron
A 2013-as „Age of Ultron” történetszál során Rozsomák és Susan Storm véletlenül egy alternatív idővonalat hoznak létre, miután visszautaztak az időben és meggyilkolták Hank Pymet, mielőtt Ultront megalkothatta volna. Az új valóságban az Űrlord az Oltalmazók tagjaként jelenik meg, akik a megszűnt Bosszú Angyalai helyére léptek elő a világ első számú szuperhőscsapatává.

### Starkill
Starkill, egy gonosz variánsa Űrlordnak először a Captain Marvel 126. számában (2018) tűnt fel. Ő Űrlord egy alternatív valóságból, aki szövetségbe lép Thanossal, és megszerzi az Időkövet.

### Old Man Quill
Az Old Man Logan-univerzumban Peter Quill Spartax császára lesz. Otthagyja a Galaxis Őrzőit és Gamorát, hogy feleségül vegye L'ssát, és két gyereket szül; az Igazság Egyetemes Egyháza azonban tűzharcba vonzza, aminek következtében szülővilága sebezhetővé válik, hogy megtámadják az Egyházat, és mindent és mindenkit elpusztít, akit szeret.
Egy elpusztult Quillre bukkan az Őrzők egy idős változata, aki beszervezi egy újabb kalandra a Földön, amivel bosszút áll majd az egyházon, amelyet most Galactus vezet. Azonban miután felfedezték, mi történt a Föld többi hősével, végül kiderül, hogy Quill a küldetése során az összes többi Őrzőt hallucinálta, az igazi Őrzőket pedig Galactus ölte meg. Miután az Ultimate Nullifier megsemmisült, Quill végül legyőzi Galactust úgy, hogy fejbe lövi az Időkővel, kiszorítva Galactus agyának egy részét. Galactus halálával kiderült, hogy az Egyház nagy része agymosott bálok, akik elszakadnak. Péter ezt követően új Őrzők csoportját alakítja, köztük van Beta Ray Bill, Moondragon, Phyla-Vell, Nebula és Baby Groot, hogy foglalkozzanak az egyház többi tagjával.

## Fogadtatás

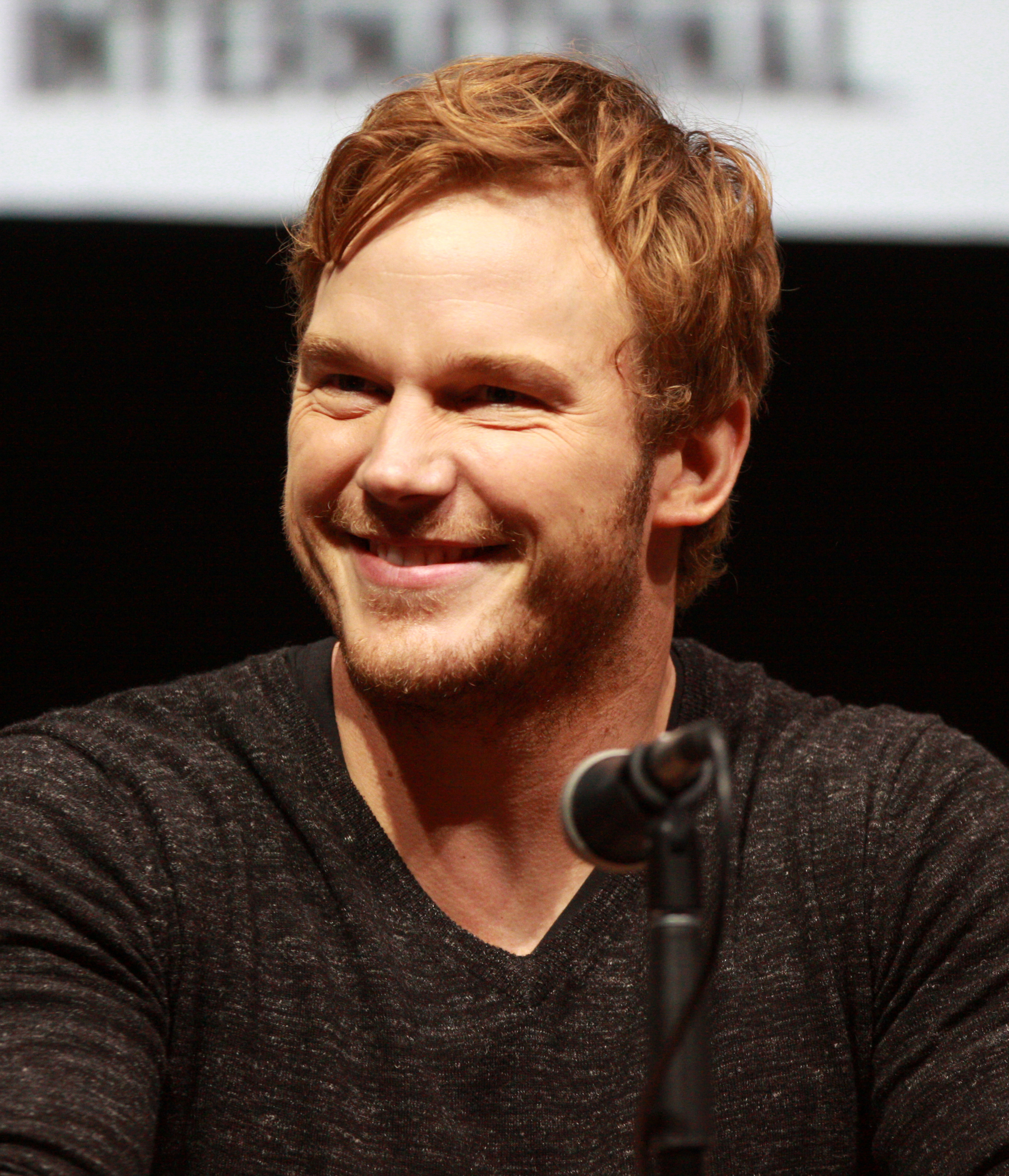
Chris Pratt, Űrlord Marvel-moziuniverzumbeli alakítója

A Comic Book Resources a karaktert a 20. helyen rakta a "20 Guardians Of The Galaxy Members Ranked From Weakest To Strongest" listájukban, a 24. helyen rakta a "25 Most Powerful Guardians Of The Galaxy" listájukban, és a 7. helyen rakta a "10 Best Cosmic Heroes in Marvel Comics" listájukban. A GameSpot őt a 43. helyen rakta a "50 Most Important Superheroes" listájukban, és a The A.V. Club a 41. helyen rakta a "100 best Marvel characters" listájukban.

### Marvel-moziuniverzum
Scott Foundas, a Variety egyik újságírója a 2014-es A galaxis őrzői-hez írt kritikájában azt mondta, hogy "James Gunn feltételezett franchise-indítója túl hosszú, túltömött, és néha túl lelkes ahhoz, hogy a kedvére tegyen, de a pimasz komikus hangnem fellendíti a dolgokat – akárcsak Chris Pratt győztes teljesítménye."

### Külső hivatkozások
- Űrlord (képregények) a Marvel.com oldalán
- Űrlord (Marvel-moziuniverzum) a Marvel.com oldalán